# Nilobezzia nilotica
Nilobezzia nilotica är en tvåvingeart som först beskrevs av Jean-Jacques Kieffer 1924.  Nilobezzia nilotica ingår i släktet Nilobezzia och familjen svidknott.
Artens utbredningsområde är Egypten. Inga underarter finns listade i Catalogue of Life.